# Leucoblepsis
Leucoblepsis là một chi bướm đêm thuộc phân họ Drepaninae.